# Ilse-Nore Tromm
Ilse-Nore Tromm, egentligen Ilse Nora Isolde Tromm,  född 8 augusti 1912 i Düsseldorf, Tyskland, död 25 mars 1994 i Stockholm, var en svensk skådespelare. 
Tromm filmdebuterade i Sverige 1933 i John Lindlöfs Två man om en änka, och kom att medverka i ett 20-tal filmer. Hon är gravsatt i minneslunden på Skogskyrkogården.

## Filmografi i urval
- 1933 – Två man om en änka
- 1934 – Sången om den eldröda blomman
- 1934 – Sången till henne
- 1934 – Atlantäventyret
- 1936 – Raggen - det är jag det
- 1936 – Janssons frestelse
- 1939 – Vi två
- 1940 – Vi tre
- 1940 – Med dej i mina armar
- 1946 – Begär
- 1946 – De unga tar vid
- 1947 – Konsten att älska
- 1950 – Två trappor över gården
- 1952 – Möte med livet
- 1955 – Resa i natten
- 1956 – Egen ingång
- 1959 – Mälarpirater
- 1963 – Sten Stensson kommer tillbaka
- 1970 – Song of Norway
- 1975 – Sally

## Teater

### Roller
| År   | Roll         | Produktion                        | Regi             | Teater                           |
| ---- | ------------ | --------------------------------- | ---------------- | -------------------------------- |
| 1940 | Saibil       | Idag blir igår Martha Lundholm    | Martha Lundholm  | Vasateatern                      |
| 1941 | Marcia Giles | Nog lever farfar Paul Osborn      | Olof Molander    | Vasateatern                      |
| 1943 | Änkan Corney | U39 Rudolf Värnlund               | Ingmar Bergman   | Dramatikerstudion                |
| 1957 | Beatrice     | Utsikt från en bro Arthur Miller  | Frank Sundström  | Riksteatern                      |
| 1958 |              | Vid skilda bord Terence Rattigan  | Per-Axel Branner | Riksteatern                      |
| 1961 |              | Vänta så vackert Axel Strindberg  | Anders Ångström  | Alléteatern                      |
| 1964 |              | Herakles och Amazonerna Benn Levy | Tore Karte       | Fredriksdalsteatern              |
| 1966 | Fru Nomsen   | Meteoren Friedrich Dürrenmatt     | John Zacharias   | Norrköping-Linköping stadsteater |

### Fotnoter
1. ↑  SvenskaGravar
2. ↑  Oscar Rydqvist (23 november 1940). ”'I dag blir i går' på Vasateatern”. Dagens Nyheter:  s. 10. http://arkivet.dn.se/arkivet/tidning/1940-11-23/321/10. Läst 25 augusti 2015.
3. ↑  ”Nog lever farfar”. Musikverket. http://calmview.musikverk.se/CalmView/Record.aspx?src=CalmView.Performance&id=PERF14263&pos=420. Läst 1 maj 2016.
4. ↑  ”U39”. Stiftelsen Ingmar Bergman. http://ingmarbergman.se/verk/u39. Läst 16 oktober 2015.
5. ↑  Ebbe Linde (27 mars 1957). ”Utmärkt Millerföreställning”. Dagens Nyheter:  s. 14. http://arkivet.dn.se/tidning/1957-03-27/85/14. Läst 15 mars 2017.
6. ↑  ”Lope de Vega, Ibsen och  Rattigan spelas under Riksteaterns vårsäsong”. Dagens Nyheter:  s. 12. 4 januari 1958. https://arkivet.dn.se/tidning/1958-01-04/3/12. Läst 26 maj 2018.
7. ↑  Vanni (5 augusti 1961). ”Alléteatern blir redaktion i Svensk Dramatiks höstpjäs”. Dagens Nyheter:  s. 9. https://arkivet.dn.se/tidning/1961-08-05/209/9. Läst 8 januari 2022.
8. ↑  ”Tidningsnotis”. Dagens Nyheter:  s. 20. 9 juni 1964. https://arkivet.dn.se/tidning/1964-06-09/154/20. Läst 10 juni 2018.